# Сан-Сильвестро-ин-Капите (титулярная церковь)
Титулярная церковь Сан-Сильвестро-ин-Капите (лат. Titulus Sancti Silvestri in Capite) — титулярная церковь была создана 6 июля 1517 года Папой Львом X, когда во время консистории от 1 июля 1517 года, значительно увеличилось число кардиналов. Титулярная церковь принадлежит базилике Сан-Сильвестро-ин-Капите, расположенной на пьяцца Сан-Сильвестро, в районах Треви и Колонна. Данная титулярная церковь была также известна как Сан-Сильвестро-ин-Кампо-Мартис, Сан-Сильвестро-интер-дуос-ортос и Сан-Сильвестро-ин-Ката-Паули.

## Список кардиналов-священников титулярной церкви Сан-Сильвестро-ин-Капите
- Луи II де Бурбон-Вандом (август 1517 — 11 июня 1521, назначен кардиналом-священником Санти-Сильвестро-э-Мартино-ай-Монти);
  - вакантно (1521—1540);
- Уберто Гамбара (28 января 1540 — 23 марта 1541, назначен кардиналом-священником Санти-Сильвестро-э-Мартино-ай-Монти);
- Томмазо Бадья, O.P. (12 июня 1542 — 6 сентября 1547, до смерти);
  - вакантно (1547—1551);
- Фабио Миньянелли (4 декабря 1551 — 12 июня 1556, назначен кардиналом-священником Санти-Джованни-э-Паоло);
- Таддео Гадди (24 марта 1557 — 22 декабря 1561, до смерти);
  - вакантно (1561—1565);
- Аннибале Бодзути (15 мая — 6 октября 1565, до смерти);
- Маркантонио Бобба (8 февраля 1566 — 2 июня 1572, назначен кардиналом-священником Сан-Марчелло);
  - вакантно (1572—1585);
- Франсуа де Жуайез (20 мая 1585 — 11 декабря 1587, назван кардиналом-священником Сантиссима-Тринита-аль-Монте-Пинчо);
- Пьер де Гонди (23 мая 1588 — 17 февраля 1597, назначен кардиналом-священником Сантиссима-Тринита-аль-Монте-Пинчо);
- Франсиско де Авила-и-Гусман (21 апреля 1597 — 8 января 1599, назначен кардиналом-священником Санта-Кроче-ин-Джерусалемме);
- Франц Сераф фон Дитрихштайн (17 марта 1599 — 27 сентября 1623, назначен кардиналом-священником Санта-Мария-ин-Трастевере);
- Мельхиор Клезль (20 ноября 1623 — 1 июля 1624, назначен кардиналом-священником Санта-Мария-делла-Паче);
  - вакантно (1624—1631);
- Джованни Баттиста Мария Паллотта (26 мая 1631 — 23 сентября 1652, назначен кардиналом-священником Сан-Пьетро-ин-Винколи);
- Джироламо Колонна (23 сентября 1652 — 9 июня 1653, назначен кардиналом-священником Санта-Мария-ин-Трастевере);
- Доминго Пиментель-и-Суньига, O.P. (23 июня — 2 декабря 1653, до смерти);
- Карло Россетти (9 марта 1654 — 14 ноября 1672, назначен кардиналом-священником Сан-Лоренцо-ин-Лучина);
- Гаспаре Карпенья (14 ноября 1672 — 19 октября 1689, назначен кардиналом-священником Санта-Мария-ин-Трастевере);
- Джироламо Касанате (7 ноября 1689 — 3 марта 1700, до смерти);
- Джанфранческо Альбани (30 марта — 23 ноября 1700, избран Папой Климентом XI);
- Иоганн Филипп фон Ламберг (3 января 1701 — 21 октября 1712, до смерти);
- Лодовико Пико делла Мирандола (21 ноября 1712 — 24 апреля 1728, назначен кардиналом-священником Санта-Прасседе);
- Просперо Марефоски (20 сентября 1728 — 24 февраля 1732, до смерти);
- Франческо Боргезе (31 марта 1732 — 20 мая 1743, назначен кардиналом-священником Санта-Мария-ин-Трастевере);
- Винченцо Бики (20 мая — 23 сентября 1743, назначен кардиналом-епископом Сабины);
- Антонио Мария Руффо (23 сентября 1743 — 22 февраля 1753, до смерти);
- Федерико Марчелло Ланте Монтефельтро делла Ровере (9 апреля 1753 — 13 июля 1759, назначен кардиналом-епископом Палестрины);
- Фердинандо Мария де Росси (19 ноября 1759 — 14 декабря 1767, назначен кардиналом-священником Санта-Чечилия);
- Франсуа-Иоаким де Пьер де Берни (26 июня 1769 — 18 апреля 1774, назначен кардиналом-епископом Альбано);
- Инноченцо Конти (3 апреля 1775 — 15 декабря 1783, назначен кардиналом-священником Санта-Мария-ин-Арачели);
  - вакантно (1783—1787);
- Джованни Мария Риминальди (29 января — 12 октября 1789, до смерти);
- Франческо Каррара (11 апреля 1791 — 26 марта 1793, до смерти);
- Карло Ливидзани Форни (21 февраля 1794 — 1 июля 1802, до смерти);
- Бартоломео Пакка (9 августа 1802 — 2 октября 1818, назначен кардиналом-священником Сан-Лоренцо-ин-Лучина);
  - вакантно (1818—1823);
- Антонио Паллотта (16 мая 1823 — 19 июля 1834);
- Луиджи Боттилья Савоулекс (1 августа 1834 — 14 сентября 1836, до смерти);
- Костантино Патрици Наро (21 ноября 1836 — 20 апреля 1849, назначен кардиналом-епископом Альбано);
- Жак-Мари-Адриен-Сезар Матьё (18 марта 1852 — 9 июля 1875, до смерти);
- Луи-Мари-Жозеф-Озёб Каверо (25 июня 1877 — 24 марта 1884, назван кардиналом-священником Сантиссима-Тринита-аль-Монте-Пинчо);
  - вакантно (1884—1891);
- Винченцо Ваннутелли (4 июня 1891 — 19 апреля 1900, назначен кардиналом-епископом Палестрины);
  - вакантно (1900—1916);
- Донато Сбарретти Тацца (7 декабря 1916 — 17 декабря 1928, назначен кардиналом-епископом Сабины и Поджо Миртето);
- Луиджи Лавитрано (19 декабря 1929 — 2 августа 1950, до смерти);
- Валерио Валери (15 января 1953 — 22 июля 1963, до смерти);
- Джон Кармел Хинан (25 февраля 1965 — 7 ноября 1975, до смерти);
- Джордж Бэзил Хьюм, O.S.B. (24 мая 1976 — 17 июня 1999, до смерти);
- Десмонд Коннелл (21 февраля 2001 — 21 февраля 2017, до смерти);
- Луи-Мари Линг Мангкханекхоун (с 28 июня 2017).